# Comuna Plavske, Henicesk
Plavske (în ucraineană Плавське) este o comună în raionul Henicesk, regiunea Herson, Ucraina, formată din satele Iakîmivka, Novîi Svit, Plavske (reședința), Rozdollea și Vilne.

## Demografie
Componența lingvistică a comunei Plavske
     Ucraineană (84,73%)
     Rusă (12,17%)
     Alte limbi (0,48%)
Conform recensământului din 2001, majoritatea populației comunei Plavske era vorbitoare de ucraineană (84,73%), existând în minoritate și vorbitori de rusă (12,17%).